# マルコ・ヘルナンデス
- マルコ・エルナンデス

マルコ・アントニオ・ヘルナンデス（Marco Antonio Hernández, 1992年9月6日 - ）は、ドミニカ共和国サンティアゴ州サンティアゴ・デ・ロス・カバリェロス出身のプロ野球選手（内野手）。右投左打。MLBのシカゴ・ホワイトソックス傘下所属。

## 経歴

### プロ入りとカブス傘下時代
2009年7月17日にシカゴ・カブスと契約。
2010年、傘下のルーキー級ドミニカン・サマーリーグ・カブス2でプロデビューし、23試合に出場。6月29日からはドミニカン・サマーリーグ・カブス1でプレー。ドミニカン・サマーリーグでは2チームで69試合に出場して打率.286、1本塁打、21打点、22盗塁を記録した。
2011年はルーキー級アリゾナリーグ・カブスでプレーし、51試合に出場して打率.333、2本塁打、42打点、9盗塁を記録した。
2012年はA級ピオリア・チーフスで開幕を迎え、43試合に出場したが、打率.210と落ち込み、6月12日にA-級ボイシ・ホークスへ降格。A-級ボイシでは67試合の出場で打率.286、5本塁打、38打点、8盗塁を記録した。
2013年はA級ケーンカウンティ・クーガーズでプレーし、111試合に出場して打率.254、4本塁打、34打点、21盗塁だった。
2014年はA+級デイトナ・カブスでプレーし、122試合に出場して打率.270、3本塁打、55打点、22盗塁を記録した。オフにはドミニカン・ウィンターリーグに参加し、ティグレス・デル・リセイで16試合に出場した。

### レッドソックス時代
2014年12月15日、7月30日に成立したトレードの後日発表選手としてボストン・レッドソックスへ移籍した。
2015年はまず傘下のAA級ポートランド・シードッグスでプレーし、68試合に出場して打率.326、5本塁打、31打点、4盗塁と活躍した。7月16日にAAA級ポータケット・レッドソックスへ昇格した。AAA級ポータケットでは46試合に出場して打率.271、4本塁打、22打点、1盗塁を記録した。オフの11月20日にレッドソックスとメジャー契約を結び、40人枠入りした。
2016年3月2日にレッドソックスと1年契約に合意。3月18日にAAA級ポータケットへ異動し、そのまま開幕を迎えた。AAA級ポータケットで6試合に出場後、4月15日にメジャーへ昇格。4月17日のトロント・ブルージェイズ戦で「9番・二塁手」として先発起用されメジャーデビュー。2打数1安打1四球だった。その後は出場機会がなく、4月20日にAAA級ポータケットへ降格。降格後は18試合で打率.347と奮闘し、5月16日にメジャーへ再昇格した。昇格後は内野のバックアップとして起用されていたが、7月9日にAAA級へ降格した。8月25日に再びメジャーへ昇格したが、先発起用は1試合にとどまった。この年メジャーでは40試合に出場して打率.294、1本塁打、5打点、1盗塁を記録した。
2017年の5月初期に左肩の亜脱臼で故障者リストに入った。左肩は5月の末に手術を経験し、シーズンの最後まで全休となる。レギュラーシーズンでは、21試合に出場して打率.276、2打点を記録した。
2018年2月のスプリングトレーニングで左肩の怪我を負った。3月29日に故障者リストに入った。7月10日に左肩の手術を受け、全休となる。前年の怪我を2018年に回復することはできず、メジャーでの出場はなかった。
2019年は2年ぶりにメジャー復帰し、自己最多の61試合に出場した。オフの12月2日にノンテンダーFAとなったが、4日に1年契約を結び直した。
2020年1月10日にオースティン・ブライスの加入に伴ってDFAとなり、16日にマイナー契約でAAA級ポータケットへ配属された。8月30日に自由契約となった。

### ホワイトソックス傘下時代
2021年1月にシカゴ・ホワイトソックスとマイナー契約を結び、スプリングトレーニングに招待選手として参加することになった。

## 詳細情報

### 年度別打撃成績
| 年 度    | 球 団    | 試 合 | 打 席 | 打 数 | 得 点 | 安 打 | 二 塁 打 | 三 塁 打 | 本 塁 打 | 塁 打 | 打 点 | 盗 塁 | 盗 塁 死 | 犠 打 | 犠 飛 | 四 球 | 敬 遠 | 死 球 | 三 振 | 併 殺 打 | 打 率 | 出 塁 率 | 長 打 率 | O P S |
| -------- | -------- | ----- | ----- | ----- | ----- | ----- | -------- | -------- | -------- | ----- | ----- | ----- | -------- | ----- | ----- | ----- | ----- | ----- | ----- | -------- | ----- | -------- | -------- | ----- |
| 2016     | BOS      | 40    | 56    | 51    | 11    | 15    | 1        | 0        | 1        | 19    | 5     | 1     | 0        | 0     | 0     | 5     | 0     | 0     | 10    | 0        | .294  | .357     | .373     | .730  |
| 2017     | BOS      | 21    | 60    | 58    | 7     | 16    | 3        | 0        | 0        | 19    | 2     | 0     | 1        | 0     | 0     | 1     | 0     | 1     | 15    | 0        | .276  | .300     | .328     | .628  |
| 2019     | BOS      | 61    | 155   | 148   | 18    | 37    | 7        | 0        | 2        | 50    | 11    | 1     | 2        | 1     | 0     | 3     | 0     | 3     | 42    | 1        | .250  | .279     | .338     | .617  |
| MLB：3年 | MLB：3年 | 122   | 271   | 257   | 36    | 68    | 11       | 0        | 3        | 88    | 18    | 2     | 3        | 1     | 0     | 9     | 0     | 4     | 67    | 1        | .265  | .300     | .342     | .642  |

- 2020年度シーズン終了時

### 年度別守備成績
| 年 度 | 球 団 | 二塁（2B） | 二塁（2B） | 二塁（2B） | 二塁（2B） | 二塁（2B） | 二塁（2B） | 三塁（3B） | 三塁（3B） | 三塁（3B） | 三塁（3B） | 三塁（3B） | 三塁（3B） | 遊撃（SS） | 遊撃（SS） | 遊撃（SS） | 遊撃（SS） | 遊撃（SS） | 遊撃（SS） |
| 年 度 | 球 団 | 試 合      | 刺 殺      | 補 殺      | 失 策      | 併 殺      | 守 備 率   | 試 合      | 刺 殺      | 補 殺      | 失 策      | 併 殺      | 守 備 率   | 試 合      | 刺 殺      | 補 殺      | 失 策      | 併 殺      | 守 備 率   |
| ----- | ----- | ---------- | ---------- | ---------- | ---------- | ---------- | ---------- | ---------- | ---------- | ---------- | ---------- | ---------- | ---------- | ---------- | ---------- | ---------- | ---------- | ---------- | ---------- |
| 2016  | BOS   | 14         | 9          | 12         | 1          | 4          | .955       | 10         | 5          | 10         | 1          | 4          | .938       | 2          | 0          | 2          | 0          | 0          | 1.000      |
| 2017  | BOS   | 6          | 5          | 12         | 0          | 0          | 1.000      | 9          | 4          | 16         | 5          | 1          | .800       | 5          | 5          | 10         | 1          | 5          | .938       |
| 2019  | BOS   | 48         | 49         | 61         | 1          | 10         | .991       | -          | -          | -          | -          | -          | -          | 2          | 1          | 2          | 0          | 0          | 1.000      |
| MLB   | MLB   | 68         | 63         | 85         | 2          | 14         | .987       | 19         | 9          | 26         | 6          | 5          | .854       | 9          | 6          | 14         | 1          | 5          | .952       |

- 2020年度シーズン終了時

### 背番号
- 41（2016年）
- 40（2017年、2019年）